# Centrale thermique de Duisburg-Huckingen
La centrale thermique de Duisburg-Huckingen est une centrale électrique gaz à cycle simple, mise en service en 1975, opérée par RWE mais intégrée au complexe sidérurgique de Hüttenwerke Krupp Mannesmann (de) (HKM) dans le district de Duisburg-Hüttenheim.
À cause de sa valorisation des gaz de ce site, il s'agit d'une des rares installation gaz qui restent en service même lorsque le différentiel de prix ne permet pas aux unités exploitant le gaz naturel d'être compétitives face aux unités charbons.

## Installation
La centrale se compose de deux blocs gaz ("A" et "B") , chacun d'une puissance électrique de 307 MW.

Ils fonctionnent en tandem avec les installations de l'aciérie et brûlent le gaz de haut fourneau ainsi que le gaz de houille qu'elles produisent. Si nécessaire, ils peuvent être alimentés avec du gaz naturel. L'installation alimente l'exploitation en électricité et en chaleur industrielle par cogénération. L'électricité excédentaire est injectée dans le réseau public, grâce à une connexion sur la ligne 220 kV du réseau Amprion.
La centrale dispose de deux tours aéroréfrigérantes d'une hauteur de 120 mètres, elle utilise les eaux du Rhin se trouvant à proximité.

## Historique
Avant 1975, le HKM exploitait sa propre centrale électrique. En 1971, le site est modernisé, et souscrit un contrat avec RWE pour la construction et l'exploitation d'une centrale plus large et plus moderne. La construction de la nouvelle centrale a commencé en 1973, le bloc A étant terminé en septembre 1975, le bloc B un peu plus d'un an plus tard.
La qualité des gaz de hauts fourneaux a été améliorée par la suite, permettant d'augmenter la puissance de production de 130 MW à environ 300 MW aujourd'hui.
En 1995, des brûleurs séparés ont été installés pour le gaz de haut fourneau et le gaz de houille.
Aujourd'hui, seul l'un des deux blocs est normalement utilisé en base pour alimenter l'usine métallurgique,
l'autre servant de réserve en cas de défaillance du premier et aussi d'unité de production de pointe pour le réseau électrique, utilisée si le niveau des prix sur le marché le justifie.